# Strichka chasu
Strichka chasu (Oekraïens: Стрічка часу; Engels: Timestamp) is een Oekraïens-Frans-Luxemburgs-Nederlandse documentairefilm uit 2025, geschreven en geregisseerd door Kateryna Gornostai.

## Verhaal
De film toont het dagelijks leven van leraren en studenten uit verschillende hoeken van Oekraïne. Er wordt geen
gebruik gemaakt van voice-over, interviews of re-enactments. In plaats daarvan richt de regisseur zich op het illustreren van de diepgaande impact van de oorlog in Oekraïne op het dagelijks leven, waarbij de uitdagingen en ontberingen van het leven onder constante dreiging worden vastgelegd.

## Productie
De film werd gemaakt door cameraman Oleksandr Roshchyn, editor Nikоn Romachenko en producers Olha Brehman, Nataliia Libet en Viktor Shevchenko. Het is hetzelfde team dat meewerkte aan Kateryna Gornostai's speelfilm Stop-Zemlia uit 2021.
De film werd geproduceerd door het Oekraïense 2Brave Productions in coproductie met het Franse Cinephage Productions, het Luxemburgse a_BAHN en het Nederlandse Rinkel Films&Docs. De film is gebaseerd op een concept van de Oekraïense onderwijsorganisatie Osvitoria, die uitvoerend producent is van de documentaire.

## Release
Strichka chasu ging op 20 februari 2025 in première op het Internationaal filmfestival van Berlijn in de competitie voor de Gouden Beer.

## Prijzen en nominaties
De belangrijkste:
| Jaar | Prijs                                   | Categorie   | Genomineerde(n)    | Uitslag     |
| ---- | --------------------------------------- | ----------- | ------------------ | ----------- |
| 2025 | Internationaal filmfestival van Berlijn | Gouden Beer | Kateryna Gornostai | Genomineerd |